# Carolina Valdivia
Carolina Valdivia Torres (Las Condes; 7 de marzo de 1978-Lo Barnechea; 11 de noviembre de 2024) fue una abogada y  política chilena. Desde el 6 de febrero hasta el 11 de marzo de 2022, se desempeñó como ministra de Relaciones Exteriores —en calidad de subrogante— bajo el segundo gobierno del presidente Sebastián Piñera. Previamente, entre agosto de 2018 y febrero de 2022, ejerció como subsecretaria de dicha cartera, siendo la primera mujer en ocupar esa función.

## Familia y estudios
Nació en la comuna de Las Condes, hija de Ernesto Guillermo Valdivia Angermeyer y María Pilar Torres Josse. Egresó del Santiago College. Realizó estudios superiores en la carrera de derecho en la Pontificia Universidad Católica de Chile (PUC), egresando como abogada; para posteriormente cursar un magíster en derecho y economía en el Instituto Ortega y Gasset (Universidad Complutense de Madrid), España. Además cursó estudios en la Academia Diplomática Andrés Bello.
Carolina Valdivia estaba casada con el abogado Sebastian Campla y era madre de dos hijos.

## Carrera profesional
Contaba con diversas publicaciones académicas. Fue profesora invitada de la cátedra de Derecho Internacional Público, en la PUC. Además, fue profesora del curso Fronteras y Política Vecinal de la Academia Diplomática de Chile junto con diversos cursos de especialización para funcionarios de la Cancillería y otros órganos del Estado.
Fue coordinadora ejecutiva de la Agencia ante la Corte Internacional de Justicia de La Haya por el caso Obligación de Negociar un Acceso al Océano Pacífico entre Bolivia y Chile. También ejerció como abogada en España y en Chile como parte del estudio jurídico Cariola Diez Pérez Cotapos & Cía Ltda. También, fue integrante de la Sociedad Chilena de Derecho Internacional (SOCHIDI) y de la American Society of International Law (ASIL).
Hasta 2019 se desempeñó como directora general de Asuntos Jurídicos del Ministerio de Relaciones Exteriores.

## Muerte
A los 46 años, falleció el 11 de noviembre de 2024, tras padecer cáncer de páncreas.
El presidente de la República, Gabriel Boric, decretó como día de duelo nacional el 13 de noviembre de 2024 para rendir honores a Valdivia.

## Premios y reconocimientos
- Premio Andrés Bello del Ministerio de Relaciones Exteriores del Ministerio de RR.EE., por Mejor trabajo en Investigación. (diciembre de 2014)
- Premio Ministerio de Relaciones Exteriores (diciembre de 2014) del Ministerio de RR.E.E, como Mejor profesional de la promoción de la Academia Diplomática.
- Beca Fundación Rafel del Pino de la Fundación Rafael del Pino, para asistencia al IV Harvard Course in Law and Economics. (octubre de 2007)
- Beca Fundación Carolina de la Fundación Carolina, para cursar estudios de posgrado en Universidades Españolas. (septiembre de 2006)